# MTN-Qhubeka/2013
Deze pagina geeft een overzicht van de MTN-Qhubeka-wielerploeg in 2013. 

## Algemene gegevens
Sponsors: MTN, Qhubeka
Algemeen manager: Douglas Ryder
Ploegleiders: Brent Copeland, Jens Zemke, Kevin Campbell, Carol Austin
Fietsmerk: Trek

## Renners
| Naam                       | Geboortedatum | Nationaliteit | Ploeg 2012                           |
| -------------------------- | ------------- | ------------- | ------------------------------------ |
| Gerald Ciolek              | 19-09-1986    | Duitsland     | Omega Pharma-Quick-Step              |
| Ferekalsi Debesay          | 10-06-1986    | Eritrea       |                                      |
| Tsgabu Grmay               | 28-08-1991    | Ethiopië      |                                      |
| Jacques Janse Van Rensburg | 06-09-1987    | Zuid-Afrika   |                                      |
| Songezo Jim                | 17-09-1990    | Zuid-Afrika   |                                      |
| Ignatas Konovalovas        | 08-12-1985    | Litouwen      | Team Movistar                        |
| Louis Meintjes             | 21-02-1992    | Zuid-Afrika   | Neo                                  |
| Adrien Niyonshuti          | 02-01-1987    | Rwanda        |                                      |
| Sergio Pardilla            | 06-01-1984    | Spanje        | Team Movistar                        |
| Bradley Potgieter          | 11-05-1989    | Zuid-Afrika   |                                      |
| Youcef Reguigui            | 09-01-1990    | Algerije      | Groupement Sportif Pétrolier Algérie |
| Martin Reimer              | 14-06-1987    | Duitsland     | Geen                                 |
| Meron Russom               | 12-03-1987    | Eritrea       |                                      |
| Kristian Sbaragli          | 08-05-1990    | Italië        | Neo                                  |
| Andreas Stauff             | 22-01-1987    | Duitsland     | Team Eddy Merckx-Indeland            |
| Jani Tewelde               | 01-10-1990    | Eritrea       |                                      |
| Jay Robert Thomson         | 12-04-1986    | Zuid-Afrika   | Unitedhealthcare Pro Cycling         |
| Dennis van Niekerk         | 19-10-1984    | Zuid-Afrika   |                                      |
| Johann van Zyl             | 02-02-1991    | Zuid-Afrika   | Neo                                  |
| Jaco Venter                | 13-02-1987    | Zuid-Afrika   |                                      |
| Martin Wesemann            | 19-03-1984    | Zuid-Afrika   |                                      |

## Overwinningen
| Zuid-Afrikaans kampioenschap wielrennen op de weg Winnaar: Jay Robert Thomson Driedaagse van West-Vlaanderen 2e etappe: Gerald Ciolek Milaan-San Remo Winnaar: Gerald Ciolek Ronde van Taiwan 5e etappe: Tsgabu Grmay Ronde van Beieren 3e etappe: Gerald Ciolek Ronde van Taiwan 1e etappe: Kristian Sbaragli 5e etappe (Ploegentijdrit) Litouws kampioenschap wielrennen op de weg (ITR) Winnaar: Ignatas Konovalovas Ronde van Oostenrijk 6e etappe: Gerald Ciolek | Ethiopisch kampioenschap wielrennen op de weg Winnaar: Tsgabu Grmay Ethiopisch kampioenschap wielrennen op de weg (ITR) Winnaar: Tsgabu Grmay Ronde van Portugal 4e etappe: Sergio Pardilla Ronde van Groot-Brittannië 2e etappe: Gerald Ciolek |

2007 · 2008 · 2009 · 2010 · 2011 · 2012 · 2013 · 2014 · 2015 · 2016 · 2017 · 2018 · 2019 · 2020 · 2021